# Abdelghani Loukil
Abdelghani Loukil, né le 10 juin 1973, est un ancien handballeur algérien.

## Palmarès

### En club
Compétitions nationales
- Vainqueur du Championnat d'Algérie (15) :1995, 1997, 1998, 1999, 2000, 2001, 2002, 2003, 2005, 2006, 2007, 2008, 2009, 2010 , 2011
- Vainqueur de la Coupe d'Algérie (16) :   1995, 1997, 1998, 1999, 2000, 2001, 2002, 2003, 2004, 2005, 2006, 2007, 2008, 2009, 2010 , 2011
  - Finaliste: 1994 (SR Annaba)

Compétitions internationales
- Vainqueur de la Ligue des champions d'Afrique (10) : 1997, 1998, 1999, 2000, 2003, 2004, 2005, 2006, 2008, 2009
- Vainqueur de la Coupe d'Afrique des vainqueurs de coupe (5) :  1994, 1995, 1997, 1998, 1999
- Vainqueur de la Supercoupe d'Afrique (9) : 1994, 1995, 1996, 1997, 1998, 1999, 2004, 2005, 2006.

- 7e place à la  Coupe du monde des clubs : 1997

- 3e place à la Coupe du monde des clubs : 2007

### En équipe nationale
Jeux olympiques
- 10e place aux Jeux olympiques de 1996

Championnats du monde
- 16e au championnat du monde 1995 ( Islande)
- 15e au championnat du monde 1999 ( Égypte)
- 13e au championnat du monde 2001 ( France)
- 18e au championnat du monde 2003 ( Portugal)
- 17e au championnat du monde 2005 ( Tunisie)

Championnat d'Afrique
- Finaliste du Championnat d'Afrique 1994 ( Tunisie)

- Médaille d'or au championnat d'Afrique 1996 ( Bénin)
- Médaille d'argent au championnat d'Afrique 1998 ( Afrique du Sud)
- Médaille d'argent au championnat d'Afrique 2000 ( Algérie)
- Médaille d'argent au championnat d'Afrique 2002 ( Maroc)
- Demi-finaliste au championnat d'Afrique 2004 ( Égypte)
- Tour principal au championnat d'Afrique 2006 ( Tunisie)

Autres
- Vainqueur de la Coupe intercontinentale : 1998
- Médaille d'argent au  Championnat d'Afrique  junior  : 1998
- 13e au Championnat du monde junior  1993
- Finaliste de la Coupe d'Algérie junior : 1992 ,1993  (SR Annaba)